# Parapholis filiformis
Parapholis filiformis — вид рослин родини тонконогові (Poaceae).

## Опис
Стебла до 27 см. Листові пластини до 7 см х 1 мм. Колос до 13 см, тонкі, прямі або звивисті, з до 30 колосків. Цвітіння і плодоношення з травня по червень.

## Поширення
Південна Європа, Північна Африка, Південно-Західна Азія, Макаронезія (Мадейра). Росте в солончаках.